# Премія імені Максима Рильського
Премія імені Максима Рильського — українська щорічна літературна премія, яку присуджують письменникам і поетам за переклад українською мовою творів видатних зарубіжних авторів, а також за переклад творів українських класиків та сучасних авторів мовами народів світу. Встановлена з 1972 року, названа на честь Максима Рильського. З 2019 року грошова винагорода до премії складає 20 тисяч гривень.

## Історія
Заснована Постановою Ради Міністрів УРСР від 17 березня 1972 року.

| «Премія імені Максима Рильського присуджується за найкращі художні переклади українською мовою творів письменників народів СРСР, братніх соціалістичних країн і прогресивних авторів капіталістичних країн, а також за переклади мовами народів світу творів української літератури, які сприяють дальшому зміцненню інтернаціональних зв’язків української радянської літератури, вихованню трудящих у дусі пролетарського інтернаціоналізму і дружби народів. Пропозиції приймаються до 20 грудня, рішення приймається 19 березня, в день народження М.Рильського. Лауреатам будуть вручатися диплом, нагрудний знак з зображенням поета, а також грошова премія в розмірі 1000 карбованців»[2]. |
Організатор премії — Національна спілка письменників України.
Починаючи з 1990-х років, премія присуджується за «найвищі досягнення в галузі перекладу українською мовою творів світової літератури, що збагачують скарбницю національної культури, сприяють її активнішому інтегруванню в загально-людський духовний процес».
Щорічне вручення премії імені М. Рильського було відновлено 2013 року за ініціативою Державного комітету телебачення і радіомовлення України, благодійної організації «Фонд Максима Рильського „Троянди й виноград“», Українського фонду культури України та НСПУ. Присуджується щороку на конкурсних засадах письменникам і поетам за переклад українською мовою творів видатних зарубіжних авторів, а також за переклад творів українських класиків та сучасних авторів мовами народів світу.
За нині чинним положенням про премію ім. М. Рильського, звання лауреата Премії присвоюється винятково одному номінантові. Разом з цим, під час вручення Премії за 2017 рік, голова Комітету з присудження Премії, віце-прем'єр-міністр України В'ячеслав Кириленко повідомив, що з метою популяризації України і української літератури в світі з 2019-го року заплановано присуджувати Премію імені М. Рильського у двох номінаціях — за переклад українською мовою творів видатних зарубіжних авторів, а також за переклад творів українських класиків та сучасних авторів мовами народів світу. Держкомтелерадіо доручено підготувати і внести в установленому порядку відповідні зміни до положення про Премію.
Висунення творчих робіт на конкурс на здобуття Премії — до 1 лютого. Присудження — до 19 березня, дня народження Максима Рильського.
Більшу цінність завжди мало власне звання лауреата Премії, а розмір її грошової частини у різні роки становив від 1000 карбованців до 10 000 гривень. Водночас постановою Кабінету Міністрів України від 21.03.2018 № 202 до п. 2 Положення про Премію внесено зміну, згідно з якою станом на 2019 рік розмір грошової частини Премії становить 20 тисяч гривень.

## Лауреати
1973 — Микола Терещенко — «за переклади українською мовою творів О. Пушкіна, М. Лермонтова, М. Некрасова, В. Маяковського, Дем'яна Бєдного, Янки Купали, М.-А. Мукумі, а також віршів, вміщених у двотомній антології „Сузір'я французької поезії“ та віршів Ежена Потьє, надрукованих у збірнику „Паризька комуна“ (Посмертно)».
1974 — Димитр Методієв — «за художній переклад „Кобзаря“ Т. Г. Шевченка болгарською мовою».
1975 — Степан Ковганюк — «за високохудожні переклади українською мовою творів видатного російського радянського письменника М. О. Шолохова „Тихий Дон“, „Піднята цілина“, „Вони воювали за Батьківщину“, „Доля людини“ та праці з теорії і практики перекладу».
1976 — Дмитро Білоус — «за переклади українською мовою найкращих творів болгарської поезії, що увійшли до двотомної „Антології болгарської поезії“ (Видавництво „Дніпро“)».
1977 — Василь Мисик — «за переклади українською мовою творів видатних поетів світу Бернса, Байрона, Гете, Шеллі, Кітса, Уїтмена, Рудакі, Нізамі, Гафіза, Джамі та інших, вміщених у книгах „Чорнотроп“, „Берег“ та „Вибране“».
1978 — Євген Дроб'язко — «за переклади українською мовою „Божественної Комедії“ Данте Алігієрі».
1979 — Борис Тен (Микола Хомичевський) — «за переклади із старогрецької мови „Одісеї“ та „Іліади“ Гомера („Дніпро“, 1968 р., 1978 р.)».
1980 — Діодор Бобир — «за переклади українською мовою повісті Р. Гамзатова „Мій Дагестан“ („Дніпро“, 1978) та збірки поезій Р. Гамзатова „Сонети. Вірші“ („Радянський письменник“, 1979) (Посмертно)»
1981 — Майя Кашель — «за переклади українською мовою творів письменників В'єтнаму Нам Као „Очі“, Доан Зоя „В джунглях Півдня“, То Хиу „Прислів'я та приказки“, „Мами немає вдома“, „Як лев собі друзів обирав“».
1982 — Марія Коміссарова — «за переклади російською мовою творів Т. Г. Шевченка, Лесі Українки та ряду українських радянських поетів».
1983 — Юрій Шкробинець — «за переклади з угорської мови творів Шандора Петефі, Яноша Араня, Ендре Аді, Антала Гідаша, антології угорської класичної та сучасної поезії».
1984 —
Аббас Абдулла (Аджалов Аббас Абдуллаогли) — «за переклади азербайджанською мовою творів І. Котляревського, Т. Шевченка, Лесі Українки, Максима Рильського та ряду сучасних українських письменників»;
Абрам Кацнельсон — «за переклади українською мовою творів літератур народів СРСР, зокрема за збірку перекладів „З єврейської радянської поезії“ („Дніпро“, 1983 р.)».
1985 — Дмитро Павличко — «за переклади творів Хосе Марті, Христо Ботєва, Николи Вапцарова та антології „Світовий сонет“».
1986 — Андрій Содомора — «за переклади творів античних поетів Горація, Овідія, Катулла».
1987 — Рауль Чілачава — «за переклади грузинською мовою творів Тараса Шевченка, Григорія Сковороди, Лесі Українки, Павла Тичини, Максима Рильського, Володимира Сосюри та сучасних українських радянських поетів».
1988 — Микола Лукаш — «за переклади українською мовою „Фауста“ Й.-В. Гете, „Декамерона“ Дж. Боккаччо, „Трагедії людини“ І. Мадача, п'єс Лопе де Вега, поезій Г. Аполлінера, Ф.-Г. Лорки, Ф. Шіллера, Р. Бернса та ряду інших творів класичної і сучасної зарубіжної літератури».
1989 — Григорій Кочур — «за переклад українською мовою творів світової поезії до авторської антології „Відлуння“ („Дніпро“, 1969), переклади поезій П. Верлена, Петра Безруча, Л. Новомеського, Т. Волькера, Дж. Леопарді в серії „Перлини світової лірики“ („Дніпро“, 1968—1988), переклад „Гамлета“ В. Шекспіра („Дніпро“, 1964; „Молодь“, 1969)».
1990 — Дмитро Паламарчук — «за переклади творів В. Шекспіра, Ф. Петрарки, А. Франса, Г. Флобера, Стендаля, О. де Бальзака, Г. Уелса та інших класиків європейської літератури, плідну працю на ниві збагачення скарбниці національної культури, духовного єднання народів».
1991 — Юрій Лісняк — «за інтерпретацію українською мовою романів Г. Манна „Молоді літа короля Генріха IV“ („Дніпро“, 1981), „Літа зрілості короля Генріха IV“ („Дніпро“, 1985), Г. Мелвілла „Мобі Дік“ („Дніпро“, 1984), О. де Бальзака „Шагренева шкіра“ („Дніпро“, 1984)».
1992 — Євген Попович — «за переклади з німецької Г. Є. Лессінга, Г. Гейне, Й.-В. Гете, Е. Т. А. Гофмана, Е. М. Ремарка, Г. Белля, „Доктор Фаустус“ Т. Манна („Дніпро“, 1990), „Гра в бісер“ Г. Гессе („Дніпро“, 1978)».
1993 —
Віль Гримич — «за талановиті інтерпретації творів багатьох митців слов'янського світу: Ц. Космача, А. Інголича, Б. Нушича, Й. Несвадби, Р. Яшика, М. Пашека»;
Ростислав Доценко — «за переклад романів Маргарет Мітчелл „Звіяні вітром“ (у двох книгах, „Дніпро“, 1992) та Чарльза Діккенса „Великі сподівання“ („Веселка“, 1986)»;
Йосип Кобів — «за переклади творів Плутарха „Порівняльні життєписи“ та Платона „Федон“».
1994 —
Ігор Качуровський — «за численні переклади майстра пера з іспанської та латиноамериканської, французької, італійської, німецької, китайської поетичної класики, вміщені в антологіях та збірниках останніх років»;
Олекса Синиченко — «за переклади творів І. Чавчавадзе, К. Гамсахурдіа, Н. Думбадзе, К. Лордкіпанідзе (з грузинської), Л. Фейхтвангера, Б. Плюндри, Е. Паніца (з німецької)»;
Дмитро Чередниченко — «за переклад поеми класика литовської літератури „Літа“ та впорядкування антології литовської поезії українською мовою („Дніпро“, 1985)».
Ольга Сенюк — перекладає зі шведської, норвезької, данської, ісландської, англійської мов.
1995 — Леонтій Кир (Кир'яков) — «за переклад грецькою мовою „Слово о полку Ігоревім“ і переклади румейською мовою творів Т. Шевченка».
1996 —
Дмитро Андрухів — «за переклади зі слов'янських мов творів Б. Німцової, І. Марека, М. Пашека, М. Майєрової, Й. Томана, П. Ілемницького, М. Дюричкової, В. Замаровського, Б. Пруса, С. Лема та ін.»;
Олександр (Олесь) Завгородній — «за переклад на українську мову „Калев і поег“, „Естонські народні казки“, романів Куусберга „Одна ніч“, Я.Кросса „Імператорський божевілець“, казок Е. Рауда, вибраних поезій Катрі Вала, „Фінських прислів'їв та приказок“»;
Михайло Москаленко — «за дослідження в галузі художнього перекладу „Тисячоліття: переклад у державі слова“ і впорядкування антології поетичного перекладу ХІ-ХХ віків „Тисячоліття“, а також за укладання книг: „На ріках вавілонських“, „Золотослов“ та видань у серії „Майстри художнього перекладу“: „М. Лукаш. Від Боккаччо до Аполлінера“, „Г. Кочур. Друге відлуння“, „В. Мисик. Захід і Схід“ та переклади світових поетів».
1997 — Михайло Литвинець — «за переклади останніх років з іспанської, французької, провансальської, баскської, італійської, польської та інших мов („Лузіади“ Л. де Камоенса, „Мірейо“ Містраля, „Грішниці“ та „Сфінкс“ М. де Карріона, інші видання)».
1998 —
Володимир Житник — «за переклади з чеської творів П. Безруча, І. Волькера, З. Бездєкової та переклади останніх років, опубліковані в пресі»;
Володимир Митрофанов — «за переклади класиків американської літератури Марка Твена, Е. Гемінгуея, Р. П. Воррена»;
Петро Тимочко — «за переклади книг: з польської — Я. Кохановського „Поезії“, з німецької — Й.-В. Гете „Вибрані поетичні твори“ та Г. Сакса „Вибрані твори“».
1999 — Олександр Мокровольський — «за високохудожні переклади творів В. Шекспіра, Дж. Г. Байрона, В. Гюго, Л. Аріосто, Ф. Кеведо та інших класиків європейської літератури».
2000 — Віктор Коптілов — «за переклад легенди „Трістан та Ізольда“, поезії П. Верері, та інших».
2001 — Євгенія Горева — «за переклад з німецької роману Йозефа Рота „Марш Радецького“ та творів німецьких та англійських дитячих письменників».
2002 — Григорій Філіпчук — «за високохудожні переклади з французької та іспанської творів Оноре де Бальзака, Андре Мальро, Робера Мерля, Фернана Броделя, Аугусто Роа Бастоса, Хорхе Ісаакса та інших».
2003 —
Валентин Ціпко — «за переклади творів сучасних азербайджанських письменників — А. Айліслі, І. Ефендієва, Г. Мусаєва, С. Велієва, Ф. Керімзаде»;
Марія Габлевич — «за переклади з англійської творів В. Шекспіра, Д. Апдайка, М. Лаурі, Д. Керуака та інших»;
Станіслав Шевченко — «за переклади з польської поезій Ч. Мілоша, В. Шимборської, К. Войтили, Д. Костевич, Д. Лебьоди та інших».
2004 —
Світлана Жолоб — «за високомайстерні поетичні й прозові переклади з іспанської, грузинської, литовської, німецької, слов'янських та інших мов (твори П. Неруди, Г. Гарсія Маркеса, А. Ахматової, А. Каландадзе, О. Чіладзе, Д. Ягутіте, Г. Посватовської й інших) та багаторічну організаційну роботу з систематизованого видання найкращих здобутків світової літератури українською мовою»;
Віктор Кочевський — «за високохудожній переклад вірменського народного епосу „Давид Сасунський“»;
Борислав Степанюк — «за високохудожні переклади найкращих зразків киргизької поезії, що увійшли до книги „Струни комуза“».
2005 —
Іван Дзюб — «за переклади з японської творів Ясунарі Кавабати, Кендзабуро Ое, Кобо Абе, Нацуме Сосекі, Рюноске Акутагави, Такехіко Фукунаги, Кацумото Саотомо та інших»;
Олег Микитенко — «за переклади творів з чеської та словацької — Я. Прохазки, М. Газди-Соснари, М. Стінгла, Л. Свободи, З. Плугаржа, А. В. Фріч, із санскриту — Сомадеву, з італійської — Е. Вітторіані та інших авторів»;
Олександр Терех — «за переклади творів з англійської — О. Генрі, Р. Бредбері, Д. Стейнбека, Д. Джойса, Д. Ф. Купера, Д. Голсуорсі, Д. Селінджера, Д. Джекобса, Р. Л. Стівенсона та інших».
2006 —
Олекса Логвиненко — «за високохудожні переклади романів та повістей видатних німецькомовних та англомовних письменників»;
Роман Лубківський — «за майстерні переклади поезії майстрів слова слов'янського світу».
2007 —
Галина Кирпа — «за високохудожні переклади творів скандинавських письменників — Ганса Кристіана Андерсена, Марії Гріпе, Клауса Гагерупа, Єсти Кнутсона, Турмуда Гаугена та Бенні Андерсена»;
Микола Мірошниченко — «за переклад двотомної „Антології азербайджанської поезії“ (ХІІ — початок XXI століття)».
2008 —
Сергій Борщевський — «за високохудожні переклади творів поетів Іспанії та Латинської Америки».
Олег Жупанський — «за переклад з французької роману Альбера Камю „Перша Людина“».
2009 — Віктор Шовкун — «за переклади з англійської, французької, іспанської, італійської, португальської».
2010 — Наталя Трохим — «за переклад з англійської роману „Опівнічні діти“ Салмана Рушді».
2011 — Юрій Попсуєнко — «за переклад роману Януша Леона Вишневського „Бікіні“ та інші численні переклади».
2012 — Петро Таращук — «за переклад із французької книжок Антуана де Сент-Екзюпері „Записники“ і „Цитадель“ (Київ: Видавництво Жупанського, 2009—2010 рр.)».
2013 —
Чердаклі Анатолій Миколайович — «за переклад книжки Ришарда Капущинського „Подорожі за Геродотом“».
Чистяк Дмитро Олександрович — «за переклад книжки Марґеріт Юрсенар „Твори“».
2014 — Гамада Роман Романович — «за книги перекладів з перської мови „Захоплюючі розповіді“ Алі Сафі та „Бахтіяр-наме“».
2015 — Стріха Максим Віталійович — «за переклад з італійської поеми Данте Аліг'єрі „Божественна комедія. Пекло“».
2016 — Рябчій Іван Сергійович — «за переклад з французької мови книжки „Двоє добродіїв із Брюсселя“ Еріка-Емманюеля Шмітта».
2017 — Степаненко Василь Іванович — «за переклад з грецької мови поеми Віцендзоса Корнароса „Еротокрит“».
2018 — Баликова Ніна Сергіївна — «за літературний переклад з давньояпонської мови збірки оповідань та легенд Кенко-хоші „Нотатки знічев'я“».
2019 — Джугастрянська Юлія Володимирівна — «за літературний переклад з англійської мови роману Редьярда Кіплінга „Кім“».
2020:
- Тарас Лучук — за переклад з давньогрецької збірки творів «Перші поетеси. Кодекс давньогрецької жіночої поезії»;
- Валерій Кіор — за переклад грецькою (урумською) мовою збірки творів Тараса Шевченка «Кобзар»[7].

2021:
- Олена О'Лір — за переклад збірки творів «Таємна троянда» В. Б. Єйтса;
- Дмитро Чистяк, Ніколь Лоран-Катріс — за переклад французькою збірки поетичних творів «Срібна кров» Павла Мовчана[8].

2022:
- Іван Мегела — за переклад з німецької на українську мову твору Германа Гессе «Казки, легенди, притчі»
- Раїсa Божко (літературний псевдонім — Раїса Карагезян) — за переклад вірменською мовою твору Івана Нечуя-Левицького «Кайдашева сім'я»[9].

2023:
- Володимир Литвинов — за переклад з латини твору «Тускуланські бесіди. Про обов'язки» Марка Туллія Ціцерона
- Дмитро Дроздовський, Ендрю Шеппард — за переклад з української англійською збірки творів «Ірпінь — мій дім», авторами яких є діти[10]